# Асат Григолисдзе
Асат Григолисдзе (груз. ასათ გრიგოლისძე) — грузинский дворянин (дидебули) и эристави Эрети, находившейся на востоке Грузии.

## Биография
Асат, сын Григола, пришел к власти в Эрети силой, отстраняя Сагира Колонкелидзе. Вскоре он передал власть своему сыну Григолу, так как самостоятельно приобрел Аришуани (пограничную область на востоке Грузии). Во время восстания казначея Кутлу Арслана, который возглавил группу дворян и богатых граждан в борьбе за ограничение царской власти в 1191 году, Асат был одним из немногих дворян, остающихся верными царице Тамаре. После приглашения Асата, Тамара отправилась в великий и славный поход в страны Ганджи и Бейлагана, а затем через Аракс до горы Арарат.